# Cao Minh (nhà Minh)
Cao Minh (chữ Hán: 高明, ? – ?), tự Thượng Đạt, người huyện Quý Khê, phủ Quảng Tín, bố chánh sứ tư Giang Tây , quan viên nhà Minh.

## Thời Cảnh Thái
Minh từ nhỏ thờ mẹ mà nổi tiếng có hiếu, đến năm Cảnh Thái thứ 2 (1451) đỗ tiến sĩ, được thụ chức Ngự sử. Nghe tin Nội uyển đóng thuyền rồng (long chu), Minh can ngăn khẩn thiết. Có viên Chỉ huy bị đại thần hãm hại, luận tội chết, Minh biện giải mà cứu thoát ông ta. Dân Từ Châu tố cáo quan vên lên triều đình, theo lệ thời ấy thì tố cáo vượt cấp sẽ bị đày làm lính thú ở vùng biên. Minh nói: “Đi thú ở vùng biên là đề phòng vu cáo. Nay cáo mà không vu, theo pháp luật thì chỉ đáng bị phạt đòn.” Dân có kẻ nói bậy (yêu ngôn), viên Lại tham công, vu là mưu phản. Minh xét ra không có tội làm phản, nên chỉ kết tội theo luật nói bậy. Những việc này đều được triều đình đồng ý.
Sau đó Minh được làm Tuần phủ Hà Nam, truất thuộc lại 60 người. Tiếp đó Minh làm Tuần án Kỳ phụ, gộp vào chương sớ của các đạo thuộc Đô sát viện để tâu lên.

## Thời Thiên Thuận
Năm Thiên Thuận đầu tiên (1457) thời Minh Anh Tông phục vị, Minh cùng các ngự sử hặc công thần của sự biến Đoạt môn là thượng thư Trần Nhữ Ngôn, khiến hắn chịu vào ngục. Năm Thiên Thuận thứ 4 (1460), bọn ngự sử Triệu Minh hặc tất cả quan viên các nơi về chầu, khiến hoàng đế tức giận, đòi tìm ra kẻ cầm đầu dâng sớ. Mọi người cả sợ, một mình Minh tự nhận. Đô ngự sử Khấu Thâm nói: “Chương sớ nhiều năm qua, đều do Minh đứng đầu. Xin chớ đem việc nhỏ mà gia tội.” Anh Tông mới thôi, ngược lại còn khen Minh có năng lực.
Công thần hàng đầu của sự biến Đoạt môn là Thạch Hanh đền tội, đầy tớ cũng bị bắt; Minh nói không nên như thế, rồi xá miễn cả trăm người. Sau đó Minh được cất nhắc làm Đại Lý tự thừa.

## Thời Thành Hóa
Minh Hiến Tông nối ngôi, Minh được bái làm Nam Kinh Hữu thiêm đô ngự sử. Minh cho rằng Nam Kinh xuân hè có mưa dầm, xin sửa việc người để lùi ý trời. Bấy giờ người nộp ngựa để nhận chức Giám lên đến hơn vạn, Minh xin phân loại. Sau đó Minh tiến cử Lang trung Tôn Quỳnh, Trần Hồng Tiệm, Mai Luân, Hà Nghi, Chủ sự Tống Anh, đều ngay thẳng trong sạch, nhưng chậm chạp thăng tiến, nên cất nhắc họ để tạo ra trào lưu tốt; sớ được giao xuống cho cơ quan liên quan.
Năm Thành Hóa thứ 3 (1647), diêm dân Dương Châu khởi nghĩa, quan quân thất bại, triều đình giáng chiếu cho Minh đánh dẹp. Minh đóng cự hạm, đặt tên Trù Đình, đi lại trên Trường Giang đốc chiến, còn đặt đồn tuần canh trên sông để dò xét, khiến nghĩa quân không còn chỗ trốn tránh, nhân đó đánh dẹp xong. Bấy giờ hoạn quan bán muối tư, Minh giữ vững pháp kỷ mà không cho phép, giúp nghề muối ổn định trở lại; nhân đó Minh dâng sớ trình bày hơn 10 việc lợi – hại, phần nhiều được triều đình thi hành. Sau đó Minh được trở về chức cũ, nhưng ông lấy cớ tuổi cao, xin nghỉ hưu.
Năm thứ 14 (1658), Thượng Hàng khởi nghĩa, triều đình giáng chiếu khởi Minh làm Tuần phủ Phúc Kiến, đốc binh đi dẹp. Minh giết kẻ cầm đầu, dư đảng đều giảm chết mà đày làm lính thú. Minh cho rằng vị trí của Thượng Hàng kề cận Giang Tây, Quảng Đông, giặc cướp dễ kêu gọi tụ họp, xin tách ra đặt huyện Vĩnh Định. Sau đó Minh lấy cớ trở bệnh mà về thẳng nhà.
Không rõ Minh mất khi nào.